# 1909 aux échecs
| Années des échecs : 1906 - 1907 - 1908 - 1909 - 1910 - 1911 - 1912    |
| Décennies des échecs : 1870 - 1880 - 1890 - 1900 - 1910 - 1920 - 1930 |

Cet article présente les faits marquants de l'année 1909 aux échecs.

## Championnats nationaux
- Canada : Pas de championnat[1].
- Écosse : AJ Mackenzie remporte le championnat[2].
- États-Unis : Frank Marshall remporte le match[Note 1] face à Jackson Showalter et il est déclaré champion[3],[4],[5].
- Pays-Bas : Adolf Olland remporte le premier championnat officiel organisé dans le royaume[6]. Le championnat a lieu tous les deux ou trois ans.

- Royaume-Uni de Grande-Bretagne et d'Irlande : Henry Atkins remporte le championnat[7].
- Empire russe : Akiba Rubinstein remporte le championnat[8].
- Suisse : Moritz Henneberger remporte le championnat [9].

## Naissances
- Olga Roubtsova

## Nécrologie
- En 1909 : David Forsyth (en)
- 22 février : Eugene Delmar
- 21 mars : Friedrich Amelung, Rudolf von Gottschall
- 2 août : Rudolf Swiderski
- 9 septembre : Arnold Schottländer (en)
- 12 septembre : Francis Joseph Lee (en)
- 27 novembre : Moritz Porges
- En décembre : Pietro Seni